# Лузон
Лузон (італ. Luson) — муніципалітет в Італії, у регіоні Трентіно-Альто-Адідже,  провінція Больцано.
Лузон розташований на відстані близько 550 км на північ від Рима, 95 км на північний схід від Тренто, 45 км на північний схід від Больцано.
Населення — 1531 особа (2014).

## Демографія
Населення за роками:

Станом на 1 січня 2023 року в муніципалітеті офіційно проживало 111 іноземців з 27 країн, серед них 50 громадян країн Євросоюзу та 6 громадян України.

## Сусідні муніципалітети
- Брессаноне
- Мареббе
- Нац-Шіавес
- Роденго
- Сан-Лоренцо-ді-Себато
- Сан-Мартіно-ін-Бадія